# F̄
F̄ (minuskule f̄) je speciální znak latinky, zřídka používaný. Nazývá se F s vodorovnou čárkou nad. Jediné použití tohoto písmene je při přepisu thajštiny do latinky (přepis ISO 11940). Zde odpovídá znaku ฝ.
V Unicode neexistují předkomponované verze písmene F s vodorovnou čárkou, proto se písmena F̄ a f̄ reprezentují pomocí dvojice F a kombinující diakritické značky:
- F̄: <U+0046, U+0304>
- f̄: <U+0066, U+0304>